# Cliente (computação)
"Cliente" é um termo empregado em computação e representa uma entidade que consome os serviços de uma outra entidade servidora, em geral através do uso de uma rede de computadores numa arquitetura cliente-servidor.

## Tipos
Os clientes são classificados deste modo:

### Fat client
Fat client, ou cliente gordo em português, são computadores numa rede cliente-servidor que dispõem de recursos suficientes para realizar boa parte das tarefas de modo independente de um servidor.

### Thin client
Thin client, ou cliente magro em português, são computadores numa rede cliente-servidor que são totalmente dependentes de um servidor para realizar suas atividades. Podem ser inclusive diskless (sem disco rígido), o que os torna dependentes do servidor inclusive para carregar o sistema operacional.